# Nobunaga Oda
Nobunaga Oda (織田信長 Oda Nobunaga?, n. 23 iunie 1534, Nagoya Castle (16th century)⁠(d), Prefectura Aichi, Japonia – d. 21 iunie 1582, former site of Honnō-ji⁠(d), Prefectura Kyoto, Japonia) a fost un domnitor feudal din Japonia Evului Mediu, unul din cei trei „Eroi ai Unificării” (ceilalți doi fiind Hideyoshi Toyotomi și Ieyasu Tokugawa).
Este considerat prim-motorul unificării a mai bine de o treime a teritoriului Japoniei după mai bine de 100 de ani de războaie civile. Conform periodizării japoneze, venirea lui la putere a marcat sfârșitul erei Muromachi (1336–1573) și începutul erei Azuchi-Momoyama (1568-1600).
Extrem de brutal, Oda este cunoscut și ca patron al artelor, fiind un stimulant puternic al dezvoltării artelor în era Azuchi-Momoyama.
Fiu al unui domnitor feudal din timpul războaielor civile, după moartea tatălui său, Oda și-a început cariera militară prin consolidarea poziției ca domnitor al Castelului Nagoya, cucerind apoi teritoriile aferente.
În 1562, a intrat în alianță cu domnitorul Motoyasu Matsudaira (viitorul shogun Ieyasu Tokugawa). În 1568 a atacat capitala Kyoto, a cucerit-o și l-a instalat pe Yoshiaki Ashikaga ca shogun de formă, el fiind de fapt cel care controla totul.
Învingându-l în septembrie 1573 pe Nagamasa Asai, un alt domnitor care încercase să i se opună, Oda a cucerit provincia Echizen (actualmente partea de nord a prefecturii Fukui). I-a dat lui Hideyoshi Hashiba (viitorul kampaku Toyotomi Hideyoshi) teritoriile sale din provincia Ōmi (actualmente prefectura Shiga) de nord. Înăbușind brutal o revoltă împotriva sa a sectei religioase Ikkō-shū (răscoala Ikkō-ikki), Oda a devenit domnitor peste Kyoto și cele cinci provincii (en) din regiunea Kinki, plus provinciile Owari, Mino, Ise, Wakasa, Ōmi și Echizen, Mikawa, Tōtōmi (ultimele două aparținând formal lui Ieyasu Tokugawa, care a recunoscut supremația lui Oda).
În 1576, Oda a început construcția Castelului Azuchi, care i-a devenit reședință în 1579.

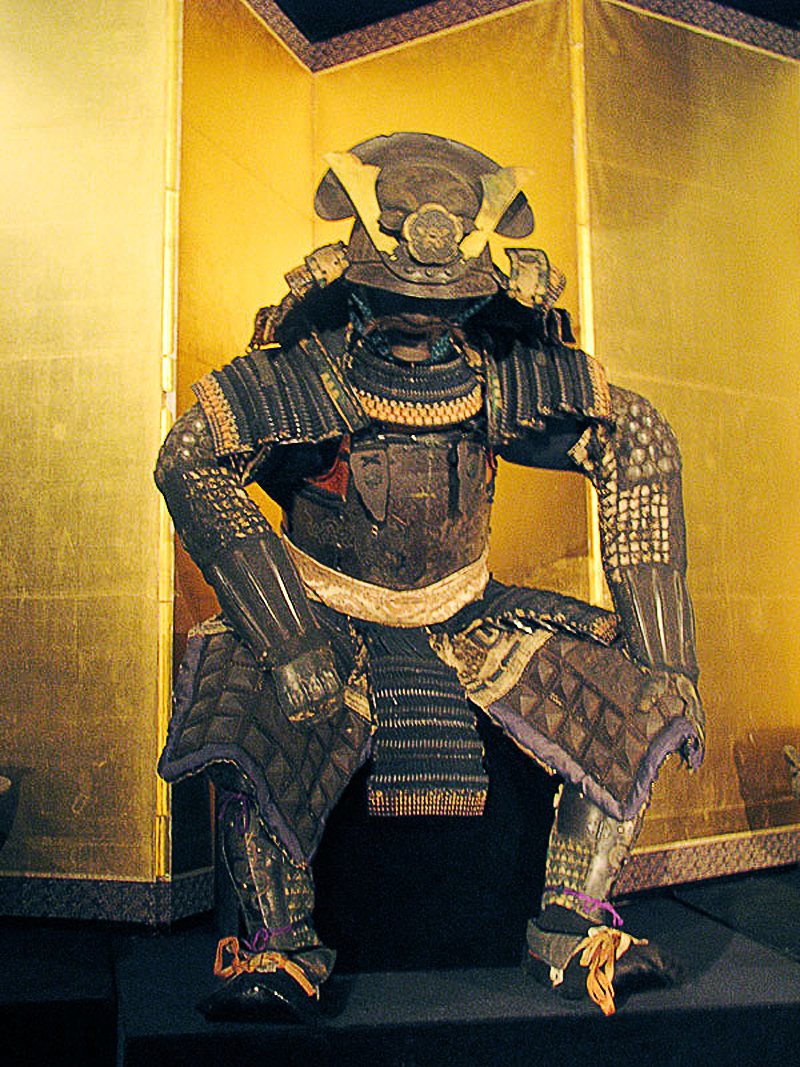
Armura lui Nobunaga Oda

A murit prin seppuku, când a fost surprins de trupele generalului Mitsuhide Akechi (un subaltern al lui Oda), la templul Honnōji, unde stătea de obicei când vizita Kyotoul.